# Nyctibatrachus minor
Espèce
Statut de conservation UICN

 EN B1ab(iii) : En danger
Nyctibatrachus minor est une espèce d'amphibiens de la famille des Nyctibatrachidae.

## Répartition
Cette espèce est endémique de l'État du Kerala dans le sud-ouest de l'Inde. Elle se rencontre entre 300 et 1 150 m d'altitude dans les Ghats occidentaux,.

## Publication originale
- Inger, Shaffer, Koshy & Bakde, 1984 : A report on a collection of amphibians and reptiles from the Ponmudi, Kerala, South India. Journal of the Bombay Natural History Society, vol. 81, p. 406-427 (texte intégral).